# Трновца
Село Трновца (буг. Търновца) се налази у општини Трговиште у Бугарској. Према подацима од 21. јула 2005. године има 484 становника.